# Carmen G. de la Cueva
Carmen G. de la Cueva (Alcalá del Río, Sevilla, 1986) és una periodista, escriptora i editora espanyola. De 2014 a 2019, va dirigir 'La tribu', una comunitat virtual dedicada a la difusió de la literatura escrita per dones. Ha publicat diversos llibres i va ser directora de l'editorial feminista La Señora Dalloway.

## Trajectòria
G. de la Cueva és llicenciada en Periodisme per la Universitat de Sevilla i, té un postgrau en Literatura comparada de la mateixa universitat. Ha realitzat estades acadèmiques en diverses institucions i països: va ser a la Universitat Tècnica de Brunswick d'Alemanya, a la Universitat Nacional Autònoma de Mèxic, a l'Ambaixada d'Espanya a Praga i a l'Institut Cervantes de Londres. Ha col·laborat amb diversos diaris d'àmbit nacional com 20 minutos, eldiario.es, L'Espanyol o ABC Cultural. Actualment col·labora amb CTXT amb periodicitat mensual. A més de la seva faceta com a periodista, G. de la Cueva també imparteix tallers sobre literatura autobiogràfica i feminisme.
L'any 2016, G. de la Cueva va publicar la seva primera obra, Mamá quiero ser feminista (Lumen). Es tracta d'una autobiografia il·lustrada per l'artista Malota.
El 2017, va comissariar el I Festival de Cultura Feminista de la Tribu, celebrat en col·laboració amb el Centro de Iniciativas Culturales de la Universidad de Sevilla (CICUS). Va ser una trobada internacional sobre feminisme en tots els àmbits de la cultura, especialment en el de la literatura, que va reunir professionals de diferents disciplines com Nuria Capdevila-Argüelles, Juana Gallego, Yolanda Domínguez, María Hesse, Alba González Sanz, Nuria Labari, Silvia Nanclares o María Folguera. L'any següent, al juny de 2018, i després de l'èxit de la primera edició, es va celebrar el II Festival de Cultura Feminista de la Tribu, en el que hi van participar professionals com Nuria Varela, Patricia Horrillo, Remedios Zafra, Laura Freixas i Pilar Bellver.
L'any 2018, va publicar Un paseo por la vida de Simone de Beauvoir, un recorregut per la biografia de la filòsofa feminista Simone de Beauvoir. En 2019, va editar al costat de María Folguera un llibre de relats titulat Tranquilas: historias para ir solas por la noche, escrits per elles dues i altres 12 autores: María Fernanda Ampuero, Nerea Barjola, Aixa de la Creu, Jana Leo, Roberta Marrero, Lucía Mbomío, Silvia Nanclares, Edurne Portela, Carme Riera, Marta Sanz, Sabina Urraca i Gabriela Wiener.
El 2023 ha publicat Escritoras. Una historia de amistad y creación, amb il·lustracions de l'artista sevillana Ana Jarén. On parla de la tasca literària i vital de grans escriptores espanyoles com Emilia Pardo Bazán, Carmen Martín Gaite, María Lejárraga, Elena Fortún o Carmen Laforet.

## Reconeixements
L'any 2018, G. de la Cueva va ser finalista del VII Premi Internacional de Periodisme 'Colombine', que patrocina la Fundació Unicaja i organitza l'Associació de Periodistes-Associació de la Premsa d'Almeria (AP-APAL) pel seu article 'La impostora. Una habitació pròpia per a la Biblioteca de Dones de Madrid', publicat en CTXT.

## Obra
- 2016 – Mamá quiero ser feminista. Editorial Lumen. ISBN 9788426403834.
- 2018 – Un paseo por la vida de Simone de Beauvoir. Editorial Lumen. ISBN 9788426405371.
- 2019 – Tranquilas: historias para ir solas por la noche Colectivo. Editorial Lumen. ISBN 9788426407030.
- 2023 – Escritoras. Una historia de amistad y creación . Ana Jarén (ilustraciones). Editorial Lumen. ISBN 9788426424761